# Trophée de France 2004
Navigation
Édition précédente Édition suivante
Le Trophée de France est une compétition internationale de patinage artistique qui se déroule en France au cours de l'automne. Il accueille des patineurs amateurs de niveau senior dans quatre catégories: simple messieurs, simple dames, couple artistique et danse sur glace. En 2004 il s'appelait également pour la première fois Trophée Eric Bompard.
Le dix-huitième Trophée de France est organisé du 18 au 21 novembre 2004 au palais omnisports de Paris-Bercy. Il est la cinquième compétition du Grand Prix ISU senior de la saison 2004/2005.

## Résultats

### Messieurs
| Rang    | Nom               | Pays       | Points | Programme court | Programme court | Programme libre | Programme libre |
| ------- | ----------------- | ---------- | ------ | --------------- | --------------- | --------------- | --------------- |
| 1       | Johnny Weir       | États-Unis | 208.10 | 1               | 75.90           | 2               | 132.20          |
| 2       | Brian Joubert     | France     | 199.04 | 4               | 64.04           | 1               | 135.00          |
| 3       | Emanuel Sandhu    | Canada     | 168.80 | 2               | 65.60           | 5               | 103.20          |
| 4       | Ma Xiaodong       | Chine      | 162.32 | 7               | 53.00           | 3               | 109.32          |
| 5       | Gheorghe Chiper   | Roumanie   | 158.99 | 6               | 53.89           | 4               | 105.10          |
| 6       | Ivan Dinev        | Bulgarie   | 152.72 | 5               | 54.12           | 6               | 98.60           |
| 7       | Silvio Smalun     | Allemagne  | 148.05 | 8               | 51.17           | 8               | 96.88           |
| 8       | Alban Préaubert   | France     | 146.00 | 11              | 47.94           | 7               | 98.06           |
| 9       | Samuel Contesti   | France     | 143.72 | 9               | 49.40           | 9               | 94.32           |
| 10      | Gregor Urbas      | Slovénie   | 137.38 | 10              | 48.14           | 10              | 89.24           |
| 11      | Daisuke Takahashi | Japon      | 135.70 | 3               | 64.16           | 11              | 71.54           |
| Forfait | Timothy Goebel    | États-Unis |        |                 |                 |                 |                 |

### Dames
| Rang | Nom                | Pays       | Points | Programme court | Programme court | Programme libre | Programme libre |
| ---- | ------------------ | ---------- | ------ | --------------- | --------------- | --------------- | --------------- |
| 1    | Joannie Rochette   | Canada     | 168.72 | 1               | 55.64           | 1               | 113.08          |
| 2    | Carolina Kostner   | Italie     | 143.50 | 2               | 53.72           | 3               | 89.78           |
| 3    | Júlia Sebestyén    | Hongrie    | 136.52 | 5               | 46.30           | 2               | 90.22           |
| 4    | Fumie Suguri       | Japon      | 131.30 | 3               | 51.40           | 5               | 79.90           |
| 5    | Amber Corwin       | États-Unis | 127.88 | 4               | 46.68           | 4               | 81.20           |
| 6    | Annette Dytrt      | Allemagne  | 123.80 | 6               | 45.74           | 6               | 78.06           |
| 7    | Anne-Sophie Calvez | France     | 118.46 | 7               | 42.48           | 7               | 75.98           |
| 8    | Tatiana Basova     | Russie     | 110.66 | 8               | 40.40           | 9               | 70.26           |
| 9    | Alisa Drei         | Finlande   | 107.08 | 9               | 39.28           | 10              | 67.80           |
| 10   | Valentina Marchei  | Italie     | 106.24 | 10              | 34.18           | 8               | 72.06           |
| 11   | Fang Dan           | Chine      | 98.90  | 11              | 34.00           | 11              | 64.90           |

### Couples
| Rang    | Nom                                    | Pays       | Points | Programme court | Programme court | Programme libre | Programme libre |
| ------- | -------------------------------------- | ---------- | ------ | --------------- | --------------- | --------------- | --------------- |
| 1       | Shen Xue / Zhao Hongbo                 | Chine      | 188.12 | 1               | 66.88           | 1               | 121.24          |
| 2       | Maria Petrova / Aleksey Tikhonov       | Russie     | 179.52 | 2               | 65.76           | 3               | 113.76          |
| 3       | Pang Qing / Tong Jian                  | Chine      | 176.10 | 3               | 57.28           | 2               | 118.82          |
| 4       | Viktoria Borzenkova / Andrei Chuvilaev | Russie     | 148.96 | 4               | 49.66           | 4               | 99.30           |
| 5       | Kathryn Orscher / Garrett Lucash       | États-Unis | 130.00 | 6               | 47.42           | 5               | 82.58           |
| 6       | Julia Beloglazova / Andrei Bekh        | Ukraine    | 120.12 | 8               | 41.74           | 6               | 78.38           |
| 7       | Marylin Pla / Yannick Bonheur          | France     | 119.30 | 7               | 43.98           | 7               | 75.32           |
| 8       | Nicole Nönnig / Matthias Bleyer        | Allemagne  | 109.90 | 9               | 40.86           | 8               | 69.04           |
| 9       | Julia Shapiro / Vadim Akolzin          | Israël     | 101.80 | 10              | 35.76           | 9               | 66.04           |
| Abandon | Anabelle Langlois / Patrice Archetto   | Canada     |        | 5               | 49.58           |                 |                 |

### Danse sur glace
| Rang    | Nom                                     | Pays        | Points | Danse imposée | Danse imposée | Danse originale | Danse originale | Danse libre | Danse libre |
| ------- | --------------------------------------- | ----------- | ------ | ------------- | ------------- | --------------- | --------------- | ----------- | ----------- |
| 1       | Tatiana Navka / Roman Kostomarov        | Russie      | 221.23 | 1             | 43.34         | 1               | 66.53           | 1           | 111.36      |
| 2       | Albena Denkova / Maxim Staviski         | Bulgarie    | 208.30 | 2             | 41.03         | 2               | 61.26           | 2           | 106.01      |
| 3       | Isabelle Delobel / Olivier Schoenfelder | France      | 203.32 | 3             | 39.33         | 3               | 59.65           | 3           | 104.34      |
| 4       | Melissa Gregory / Denis Petukhov        | États-Unis  | 179.72 | 4             | 34.67         | 4               | 55.04           | 5           | 90.01       |
| 5       | Federica Faiella / Massimo Scali        | Italie      | 177.94 | 5             | 31.62         | 5               | 53.33           | 4           | 92.99       |
| 6       | Kristin Fraser / Igor Lukanin           | Azerbaïdjan | 164.07 | 6             | 29.97         | 6               | 50.02           | 6           | 84.08       |
| 7       | Nóra Hoffmann / Attila Elek             | Hongrie     | 150.84 | 7             | 29.34         | 8               | 46.77           | 7           | 74.73       |
| 8       | Nathalie Péchalat / Fabian Bourzat      | France      | 149.61 | 8             | 28.69         | 7               | 47.24           | 8           | 73.68       |
| 9       | Yu Xiaoyang / Wang Chen                 | Chine       | 128.34 | 11            | 23.16         | 9               | 40.58           | 9           | 64.60       |
| 10      | Anna Zadorozhniuk / Sergei Verbillo     | Ukraine     | 122.56 | 12            | 22.77         | 10              | 36.03           | 10          | 63.76       |
| 11      | Nakako Tsuzuki / Kenji Miyamoto         | Japon       | 121.95 | 9             | 27.13         | 12              | 35.04           | 11          | 59.78       |
| Abandon | Roxane Pétetin / Matthieu Jost          | France      |        | 10            | 25.61         | 11              | 35.41           |             |             |

## Sources
- Résultats du Trophée Eric Bompard 2004
- Patinage Magazine N°95 (Hiver 2004/2005)